# 301ª Squadriglia
La 301ª Squadriglia del Servizio Aeronautico del Regio Esercito è generalmente conosciuta per il ruolo che, dall'agosto 1917, ebbe nella difesa antiaerea della città di Foggia.

## Storia
Nell'agosto del 1917 la Sezione Difesa dell'Aeroporto di Foggia disponeva di 2 piloti e nel marzo 1918 riceve 2 Savoia Pomilio con cannoncino, un Caproni Ca.33 con cannoncino ed una Sezione di Nieuport 11 che nel mese di aprile formano la 301ª Squadriglia al Campo Sud di Foggia. In giugno cede il Caproni e vede una Sezione notturna su Savoia-Pomilio SP.2 con cannoncino ed una Sezione diurna con Ni.XI che dall'estate inizia a ricevere gli Ansaldo S.V.A.. Alla fine del conflitto ci sono Ni.XI, SVA e S.P.2 con cannoncino FIAT-Revelli da 25,4 Mod. 1917 comandata dal capitano Raffaele Rollo che dispone di altri 5 piloti.